# Saison in Kairo
Saison in Kairo ist ein deutscher Liebesfilm aus dem Jahre 1933 von Reinhold Schünzel mit Willy Fritsch und Renate Müller in den Hauptrollen.

## Handlung
In Kairo zu Beginn der 1930er Jahre. Ellinor Blackwell ist die vermögende Witwe eines amerikanischen Magnaten und führt in der ägyptischen Hauptstadt ein von Luxus und Dolcefarniente bestimmtes Lotterleben. Ihr Sohn Tobby führt derweil die Firmengeschäfte und findet, dass der Lebenswandel seiner Mutter nicht akzeptabel sei. Ein neuer Ehemann müsse her, findet Tobby, und nimmt diesbezüglich die Dinge in die Hand. Die junge Comtesse Stefanie von Weidling-Weidling denkt ähnlich wie er, nur ist es bei ihr der Vater, dessen Lebenswandel ihr nicht gefällt. Der ist trotz seines fortgeschrittenen Alters ein ausgemachter Schürzenjäger, der obendrein sein Geld mit vollen Händen aus dem Fenster hinauswirft. Tobby hat nun eine “glänzende” Idee: Warum nicht die beiden “hoffnungslosen Fälle” zusammenbringen, damit beide einander heiraten können um endlich wieder ihr ausschweifendes Leben in die Spur zu bekommen? Nach kurzer, anfänglicher Empörung seitens Stefanies kann diese bei näherer Betrachtung dieser Idee durchaus etwas abgewinnen und verspricht, Tobby bei der Umsetzung eines Masterplans zu helfen. Man lädt kurzerhand die beiden Ehekandidaten zu einem großen Fest in einem Hotel ein und möchte dort kackfrech beider Verlobung verkünden.
Beide jungen Leute ahnen nicht, dass der alte Weidling-Weidling und Ellinor Blackwell dieselbe Idee für ihre beiden Kinder haben, von denen sie finden, dass die beiden wunderbar zusammenpassen würden. Ganz uneigennützig sind die Gedanken der älteren Herrschaften jedoch nicht: während Ellinor hofft, auf diese Weise in alten europäischen Adel einzuheiraten, erhofft sich der finanziell notorisch klamme Baron dadurch eine ökonomische Gesundung. Ohne von den Plänen der jungen Leute zu ahnen, ergreift Graf Leopold auf der Fete das Wort und kommt damit Tobby nur Sekunden zuvor: der schlaue Graf verkündet kurzerhand die Verlobung von Tobby Blackwell und Stefanie von Weidling-Weidling. Tobby ist perplex, Stefanie noch perplexer. Um einen gesellschaftlichen Skandal zu vermeiden, schlägt Tobby Stefanie vor, eine Pro-Forma-Ehe einzugehen, ohne jede Konsequenzen. Man könne sich ja nach einer Schamfrist still und heimlich wieder scheiden lassen. Dieser Vorschlag wiederum verletzt nun die junge Comtesse, denn sie findet durchaus Gefallen an dem Gedanken, diesen Mann, in den sie sich verliebt hat, auch zu heiraten.
Die von dem arabischen Würdenträger Ismael Pascha ausgesprochene Einladung an das europäisch-amerikanische Paar in die Wüste bringt schließlich die Wende, dem Brautpaar wird kurzerhand ein Hochzeitszelt zur Verfügung gestellt. Da mittlerweile sowohl Ellinor als auch Graf Leopold erfahren haben, dass ihre beiden Sprösslinge dasselbe mit ihnen vorgehabt hatten, was sie nun den beiden angetan haben, fahren sie schnellstmöglich ihren Kindern nach, um das Schlimmste zu verhindern. Von Beduinen in Empfang genommen, hält man die beiden älteren Herrschaften für das avisierte Hochzeitspaar und weist ihnen selbiges Zeit zu. Derweil hat es Tobby mit drei Nebenbuhlern um die Gunst Stefanies zu tun, was in ihm die Erkenntnis reift, dass Stefanie als liebende Gattin doch eine ausgezeichnete Wahl wäre. Er schlägt die Konkurrenz in die Flucht und gesteht der schönen Wüstenblume seine Liebe. Eine Scheidung kommt jetzt nicht mehr in Frage.

## Produktionsnotizen
Saison in Kairo entstand im Januar bis Anfang Februar 1933 an Drehorten in Ägypten (Kairo, Kafr-el-Batran, Wüste mit den Pyramiden von Gizeh) sowie von Mitte Februar bis Mai 1933 in den UFA-Ateliers in Neubabelsberg. Am 20. Juli 1933 wurde der Film in Stuttgart uraufgeführt, die Berliner Premiere war am 1. August 1933 im Gloria-Palast.
Produzent Günther Stapenhorst hatte auch die Herstellungs- und Produktionsleitung. Das erfahrene Duo Robert Herlth und Walter Röhrig entwarf die Filmbauten. Robert Gilbert schrieb den Text zu den Liedern von Werner Richard Heymann, für den Ton sorgte Fritz Thiery. Eduard Kubat war Aufnahmeleiter, Horst von Harbou Standfotograf.
Von diesem Film wurde unter dem Titel “Idylle au Caire” auch eine französischsprachige Fassung hergestellt, in der lediglich Renate Müller, Jakob Tiedtke und Angelo Ferrari ihre Rollen wiederaufnahmen. Die restlichen Darsteller waren Franzosen.

## Musikstücke
Der Film enthielt zwei Tonfilmschlager von Werner Richard Heymann und Robert Gilbert:
- Mir ist so, ich weiß nicht wie
- Saison in Kairo

Die Lieder erschienen im Ufaton-Verlag, Berlin. Sie wurden auch auf Grammophonplatten verbreitet. Bei mehreren Aufnahmen waren auch die Hauptdarsteller zu hören:
Mir ist so ich weiss nicht wie, Foxtrot aus dem Tonfilm „Saison in Kairo“ (Musik: Werner Richard Heymann, Text: Robert Gilbert) Renate Müller mit UFA Tanz Orchester, Polydor 25 276-A
Saison in Kairo. Langsamer Foxtrot a.d. gleichn. Tonfilm (Heymann) Renate Müller mit UFA Tanz Orchester. Dirigent Walter Schütze. Polydor 25 276-B
Mir ist so ich weiss nicht wie, Foxtrot aus dem Tonfilm „Saison in Kairo“ (Musik: Werner Richard Heymann, Text: Robert Gilbert) Willy Fritsch, begleitet vom Parlophon Tanz-Orchester. Parlophon B. 49 140-II (Matr. Be 10 332-2), aufgen. Berlin, 1933
Saison in Kairo. Langsamer Foxtrot a.d. gleichn. Tonfilm (Heymann) Orchester Lewis Ruth mit Refraingesang [= Eric Helgar] HMV AE 4258 (Matr. OD 1616-I), aufgen. 1933
Mir ist so ich weiss nicht wie, Foxtrot aus dem Tonfilm „Saison in Kairo“ (Musik: Werner Richard Heymann, Text: Robert Gilbert) Kapelle Ludwig Rüth mit Refraingesang. HMV AM 4244 (60-2322) (Matr. E-OD 1615-I), aufgen. 1933

## Kritiken
„Willy Fritsch spielt in liebenswürdiger, männlicher Manier mit ein paar Grad Herzlichkeit mehr als sonst. Renate Müller, die unvergessene “Privatsekretärin”, hat hier wieder viel von dem frischen Mädel, das sie damals war, auch im großen Gesellschaftsbild, im Prunk des Grand-Hotel-Lebens. Noch interessanter ist das Elternpaar: Leopoldine Konstantin und Gustav Waldau. Sie mit dem Charme des Ancien régime, er noch vorgestriger, beide herrlich. Schünzel und sein Kameramann Karl Hoffmann haben mit diesem Film ein großes modernes Märchen erzählt: die Fabel von der Wüstenhochzeit zwischen Pyramiden, Sphinxen und Oasen.“

Paimann’s Filmlisten resümierte: „Eine Fabel … welche zu dem Milieu eigentlich keine Beziehungen hat. Trotzdem schafft dieses einen wirkungsvollen Hintergrund, ist Hauptaktivum des trotz des Reizes häufiger Gegenüberstellungen, amüsanten Situationen und Verwechslungen eigentlich reichlich dürftigen Buches. Das junge Paar steuert seine Frische, das ältere gepflegten Humor bei. Die Regie ist um gute pointierte Wiedergabe des Dialogs, aparte optische und akustische Einstellungen bemüht. Nuancenreich photographierte Straßenbilder und Volkstypen, fulminante Interieurs. Zwei ins Ohr gehende Lieder (Heymann) nicht immer ganz reibungslos eingesetzt. (…) Gesamtqual.: Stark über dem Durchschnitt.“

„Die feine Arbeit von Karl Hoffmann, dem Kameramann, kompensiert einiges vom Mangel an Neuem in der Geschichte von einem attraktiven, jungen Paar (Renate Müller und Willy Fritsch), die in verschwörerischer Weise ihre jeweiligen Elternteile (Herr Waldau und Frau Konstantin) mit einander verkuppeln wollen und damit nicht nur Erfolg haben, sondern sich auch selbst ineinander erlieben. Die "Aufnahmen" der Pyramiden, das Kamelrennen, ein einheimischer Hochzeitszug, arabische Tänze und Grand Hotels rechtfertigen gewiss die Annahme, dass sie wirklich in Ägypten gedreht wurden. Wenn nicht, bedeutet dies einen Triumph des deutschen Hollywood in Neubabelsberg. Bezüglich der Schauspielerei muss festgestellt werden, dass die Ehrbezeugung an Frau Konstantin als die eitle Witwe eines "amerikanischen Millionärs" geht und an Herrn Waldau in der Rolle eines mittellosen, österreichischen Adeligen, obgleich Renate Müller so charmant wie eh und je ist und Herr Fritsch seinen Part gut erledigt. Die Musik von Werner Richard Heymann trägt wesentlich zur Unterhaltung bei.“

„Der Sohn einer reichen amerikanischen Witwe und die Tochter eines ebenso reichen Grafen beschließen aus Angst um ihr Vermögen, die leichtlebigen Eltern zusammenzubringen. Am Ende der unter dem blauen Himmel Ägyptens spielenden Liebeskomödie steht die unvermeidliche Doppelhochzeit.“